# Fritz Landertinger
Friedrich „Fritz“ Landertinger (* 26. Februar 1914 in Krems an der Donau; † 18. Jänner 1943 in Schlüsselburg, Oblast Leningrad) war ein österreichischer Kanute, der bei den Olympischen Sommerspielen 1936 in Berlin im Einer-Kajak über die Distanz von 10.000 m die Silbermedaille errang.
Landertinger war wie der Olympiasieger Gregor Hradetzky Mitglied des Steiner Ruderclubs von 1876. Er fiel im Zweiten Weltkrieg während der Leningrader Blockade. Zwei Donaupromenaden in Stein an der Donau bzw. Krems an der Donau tragen ihre Namen. 